# Gersdorf (Nennslingen)

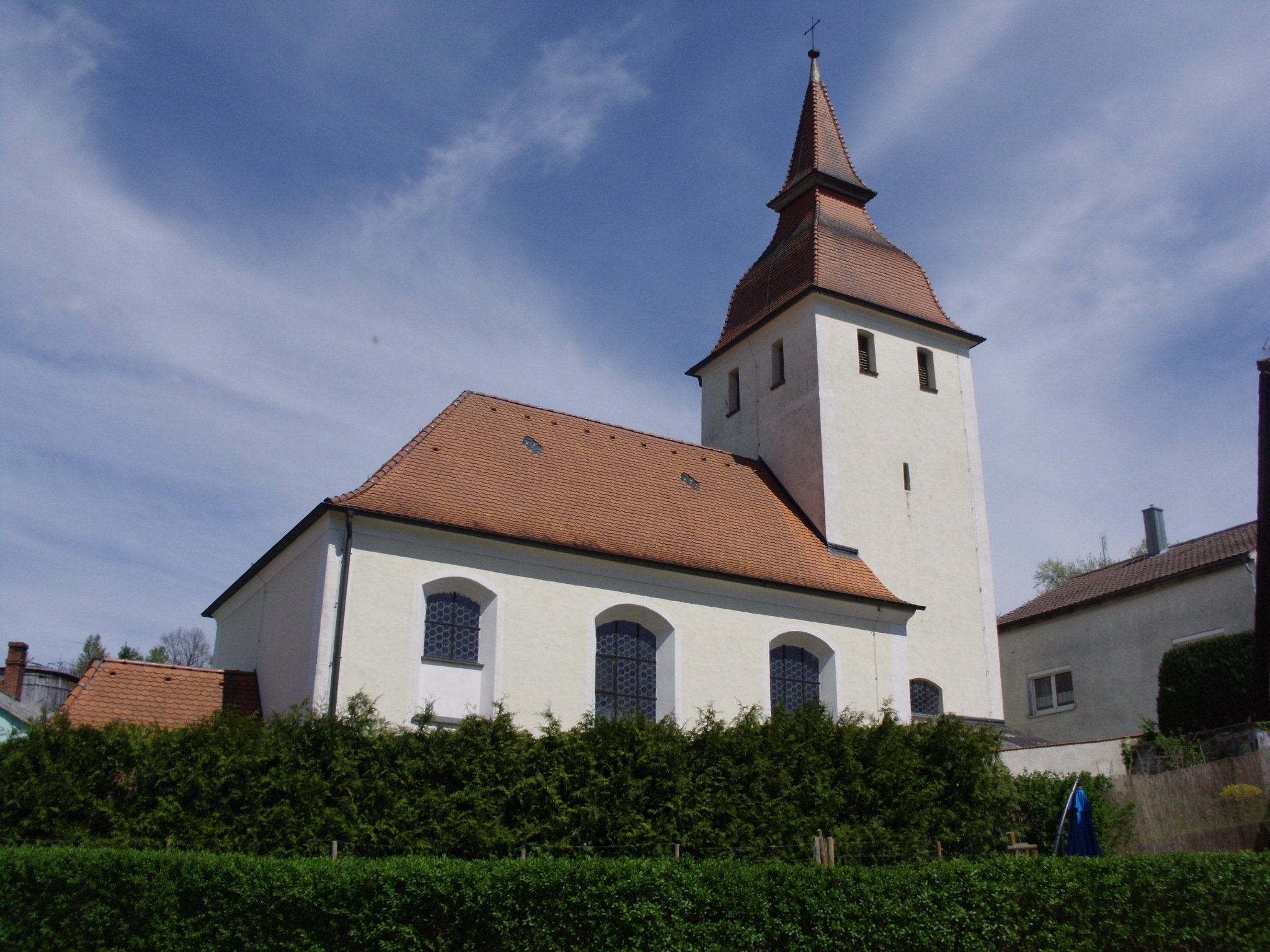
Kath. Filialkirche St. Nikolaus

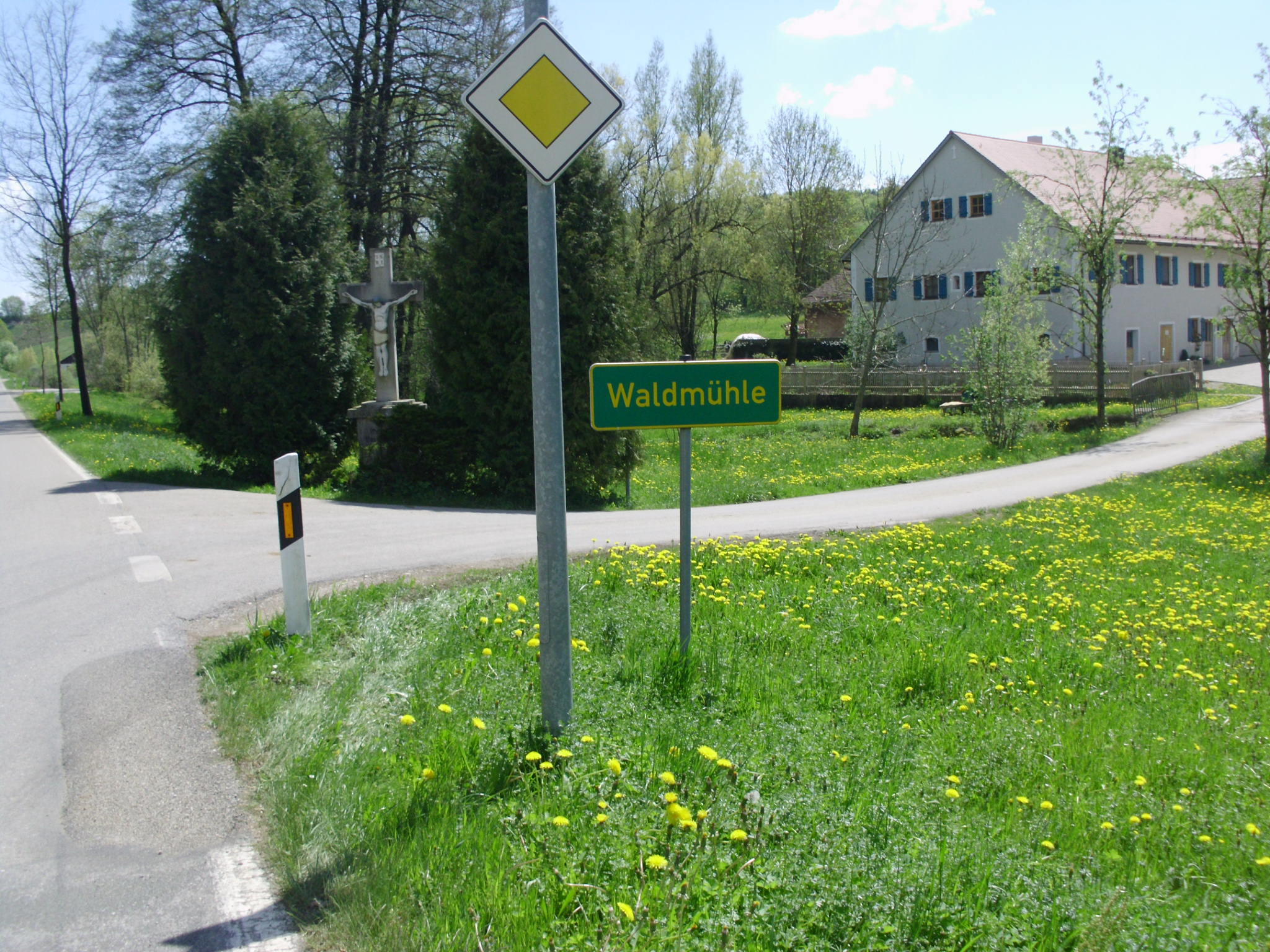
Waldmühle

Gersdorf ist ein Gemeindeteil des Marktes Nennslingen im Landkreis Weißenburg-Gunzenhausen (Mittelfranken, Bayern). Die Gemarkung Gersdorf hat eine Fläche von 5,423 km². Sie ist in 537 Flurstücke aufgeteilt, die eine durchschnittliche Flurstücksfläche von 10190,98 m² haben.

## Lage
Das Kirchdorf liegt im oberen Anlautertal südöstlich von Nennslingen und nordwestlich von Bechthal auf einer Höhe von 496 m ü. NHN im Talgrund bis 532 m ü. NHN den rechten Talhang hinauf auf die südwestliche Albhochfläche. Das Anlautertal ist hier geprägt von Trockenrasenhängen. Durch Gersdorf führt die Kreisstraße WUG 16.

## Geschichte
Angenommen wird eine erste Besiedelung im 6. Jahrhundert. Um 800 gründete vermutlich Gerhoh, ca. 787 bis ca. 806 Bischof von Eichstätt, das wohl nach ihm benannte „Gerhohestorf.“ Es handelte sich um einen Grenzort zwischen dem alemannisch-fränkischen Sualafeldgau und dem baierischen Nordgau (später zwischen der Grafschaft Graisbach und Hirschberg), wobei eine sichere Zuordnung zu einem der beiden Stammesgebiete nicht überliefert ist. Im 12. Jahrhundert wird ein Ortsadel als Ministeriale des Bischofs von Eichstätt genannt (als erster 1130–1140 Liutprant de Gerhohestorf); der Sitz dieser Gersdorfer war eventuell jener „Burckstal“, eine Höhenburg in Spornlage, die auf einer Karte um 1600 nördlich von Gersdorf eingetragen ist und 1961 ergraben wurde; nach anderer Meinung hatte der Ortsadel seine Burg auf dem Kirchbuck, wo ebenfalls Burgreste gefunden wurden. Von diesem ging der Besitz im Dorf an das Kloster Rebdorf über, dem 1239 der Besitz von Höfen in „Gerhochstorf“ von Papst Gregor IX. bestätigt wurde. 1315 verkaufte Rüdiger von Erlingshofen eine Hofstatt im Dorf an das Stift Rebdorf. 1329/30 erweiterte das Kloster Rebdorf seinen Besitz in Gersdorf durch Zukäufe, wie der wohl schon im 11. Jahrhundert errichteten Walkmühle und des Maierhofes, aus dem Besitz von Eigenrittern der Herren von Heideck und erlangte die Dorfgerichtsbarkeit.
Im 14. und 15. Jahrhundert diente der Ort ab 1376 der Grafschaft Hirschberg als Landschranne (Gerichtsort). 1360 hatte das Eichstätt Benediktinerinnenkloster St. Walburg in Gersdorf Besitz, nämlich einen Hof, eine Hofstatt und zwei Äcker (um 1800 war noch der Maierhof Besitz des Klosters St. Walburg). Für 1440 ist der Bau einer Kirche nachweisbar. 1452 besaß das Kloster Rebdorf neben einer Mühle 19 Höfe des Dorfes, darunter fünf große.
1486 erhielt der Eichstätter Bischof auf dem Tauschweg vom Kloster Rebdorf eine ganze Reihe von Gütern zu „Gerersdorf“ und im gleichen Jahr verlieh Kaiser Friedrich dem Bischof von Eichstätt Halsgericht, Stock und Galgen zu Gersdorf. 1551 hatte Eichstätt 22 Untertanen im Dorf, die dem bischöflichen Vogt- und Rentamt Raitenbuch (später Titting-Raitenbuch) unterstanden; ein Untertan, der Widenbauer, gehörte Nürnberg und zinste bis 1803 an das dortige Spital. Nachdem die Ortskirche seit dem frühen 17. Jahrhundert immer mehr Schäden aufgewiesen und der Streit um deren Behebung zwischen dem Nürnberger Spital und dem Eichstätter Bischof lange Zeit zu keiner Lösung geführt hatte, wurde sie schließlich völlig ruinös und musste 1736 abgetragen werden; sie wurde im Jahr darauf nach Plänen des Eichstätter Hofbaudirektors Gabriel de Gabrieli neu gebaut.
Fürstbischöfliches Dorf blieb Gersdorf bis zum Ende des Heiligen Römischen Reichs 1803. Das Hochstift Eichstätt erhielt infolge des Reichsdeputationshauptschlusses Großherzog Ferdinand von Toscana. Mit dem 1. Januar 1806 kam das ehemalige Hochstift und mit ihm Gersdorf zum Königreich Bayern und dort 1809 zum Landgericht Raitenbuch. 1812 wurde Gersdorf dem Landgericht Greding und 1857 dem Landgericht Weißenburg (ab 1862 Bezirksamt) zugewiesen.
Das Dorf wurde 1808 mit Bechthal und Stadelhofen zum Steuerdistrikt Gersdorf zusammengefasst. Durch das Gemeindeedikt von 1818 wurde Gersdorf unter Abtrennung von Bechthal und Stadelhofen eine Ruralgemeinde. Bei der Volkszählung 1861 wurde Waldmühle als zweiter Ortsteil der Gemeinde ausgewiesen, später wurde nur das Kirchdorf Gersdorf als einziger Ortsteil der Gemeinde dokumentiert. Die knapp 547 Hektar große Gemeinde wurde im Zuge der Gebietsreform in Bayern am 1. Mai 1978 in den Markt Nennslingen eingemeindet.
In den frühen 1960er Jahren errichtete die Kongregation der Dillinger Franziskanerinnen im Dorf eine Ordensfiliale mit Kinderheim und Heimvolksschule, heute das Haus St. Antonius als eine Einrichtung der Kinder- und Jugendhilfe mit stationären und ambulanten Angeboten.

### Einwohnerzahlen
- 1818: 186 Einwohner, 36 Häuser[17]
- 1823: 210 Einwohner, 31 Anwesen[13]
- 1861: 212 Einwohner (davon 75 Protestanten), 69 Gebäude, 1 Kirche; Waldmühle: 9 Einwohner, 3 Gebäude[18]
- 1871: 224 Einwohner[19]
- 1900: 225 Einwohner[20]
- 1925: 218 Einwohner[21]
- 1933: 223 Einwohner[22]
- 1939: 210 Einwohner (99 Katholiken, 110 Protestanten)[17]
- 1950: 270 Einwohner, 42 Wohngebäude[23]
- 1961: 267 Einwohner, 43 Wohngebäude[14]
- 1970: 301 Einwohner[24]
- 1987: 191 Einwohner[25]
- 2017: 189 Einwohner[26]

## Baudenkmäler
Die 1737 erbaute katholische Filialkirche St. Nikolaus mit barocker Ausstattung nach Plänen des Eichstätter Hofbaumeisters Gabriel de Gabrieli ist in die Denkmalliste Bayerns eingetragen, ebenfalls Haus Nr. 76, das Wohnhaus eines ehemaligen Bauernhofs aus dem 19. Jahrhundert, ein eingeschossiger Flachsatteldachbau mit Kniestock, errichtet in Jura-Bauweise und noch mit einem Legschieferdach versehen, dazu das Austragshaus ebenfalls in Jura-Bauweise zeitlicher Gleichstellung. Ebenfalls auf der Denkmalliste stehen ein Grenzstein des 18. Jahrhunderts, ein mittelalterliches Steinkreuz und ein Wegkreuz mit Gussfiguren von 1856.

## Vereine und Freizeit
Die Freiwillige Feuerwehr wurde 1884 gegründet. Weiterhin gibt es den Schützenverein „Mühlengrund“. Der Markt Nennslingen stellt das Jugendheim „Heisla“. Bei der Waldmühle in Richtung Bechthal gibt es ein 50 m² großes Wassertretbecken. Durch Gersdorf führt der Anlautertal-Radweg.